# Lars Ahlin

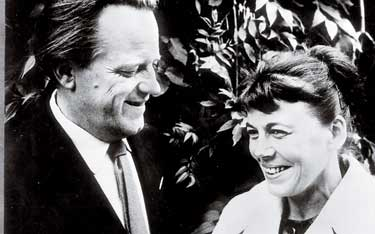
Lars Ahlin und Gunnel Ahlin, 1960

Lars Ahlin (* 4. April 1915 in Sundsvall; † 10. März 1997) war ein schwedischer Schriftsteller.
Der unter ärmlichen Bedingungen mit sechs Geschwistern aufgewachsene Sohn eines Handlungsreisenden veröffentlichte seine Werke ab 1943 (Debüt: „Tåbb med manifestet“), nachdem er in einer Reihe anderer Berufe tätig gewesen war. 1946 heiratete er Gunnel Ahlin.
Seine Werke sind von epischer Breite, die Protagonisten sind oft Außenseiter. Ahlin wurden zahlreiche größere schwedische Literaturpreise verliehen. Er kann zur großen Zahl der schwedischen Arbeiterschriftsteller und -schriftstellerinnen gezählt werden, die einen wichtigen Bereich innerhalb der schwedischen Literatur darstellen, wird aber auch als religiöser Mystiker bezeichnet. Weitere schwedische Arbeiterautoren und Arbeiterautorinnen sind unter anderem Harry Martinson, Ivar Lo-Johansson, Moa Martinson, Sara Lidman und Vilhelm Moberg. Beeinflusst von französischen und deutschen Romanen der 1920er Jahre lehnte er die emotionale Identifikation des Lesers mit seinen Romanfiguren ab. Als eines seiner Vorbilder wird aber auch der schwedische Schriftsteller Eyvind Johnson genannt. Gelegentlich wird er mit Dostojewski verglichen.
Das Kulturamt der schwedischen Stadt Sundsvall, in der er aufgewachsen war, schreibt seit 1991 alle zwei Jahre ein mit 50.000 Skr dotiertes Literaturstipendium aus.
Auf Deutsch erschienen ist sein Debütroman unter dem Titel Tobb mit dem Manifest.

## Werkliste
- Tåbb med manifestet 1943, Roman (deutsch: Tobb mit dem Manifest, Hamburg 1948)
- Inga ögon väntar mig 1944, Novelle
- Min död är min 1945, Roman
- Storm kring Ahlin 1945 (literarische Debatte)
- Om 1946, Roman
- Jungfrun i det gröna 1947, Roman
- Fångnas glädje 1947 (Novelle)
- Egen spis 1948, Roman
- Lekpaus 1948,
- Eld av eld 1949
- Huset har ingen filial 1949, Novelle
- Ung man med manifest 1951
- Fromma mord 1952, Roman
- Kanelbiten 1953, Roman
- Stora glömskan 1954, Roman
- Kvinna, kvinna 1955, Roman
- Natt i marknadstältet (1957), Roman
- Gilla gång 1958, Roman
- Nattens ögonsten 1958 (illustriert von Håkan Bonds)
- Bark och löv 1961, Roman
- Hannibal Segraren 1982, Roman (gemeinsam mit Gunnel Ahlin)
- Tal på Övralid 1983, 1983
- Sjätte munnen 1985, Roman
- Vaktpojkens eld 1986 (Novelle)
- Din livsfrukt 1987, Roman
- 4 pjäser 1990
- De sotarna! De sotarna! 1990, Roman
- Det florentinska vildsvinet 1991
- Estetiska Essayer 1994, Essays
- Sjung för de dömda! 1995, Essays
- Breviarium 1996, Essay in Briefform[2]
- Landsatt per fallskärm 2002
- Som guld i glöd 2007

## Auszeichnungen
- Literaturpreis des Svenska Dagbladet 1944
- Tidningen Vi:s litteraturpris 1954
- BMF-plaketten 1955
- De nios stora pris 1960
- Litteraturfrämjandets stora romanpris 1962
- Doblougpreis 1963
- Olof Högberg-plaketten 1964
- Litteraturfrämjandets stora pris 1966
- Ehrendoktorwürde der Universität Umeå 1969[3]
- Signe Ekblad-Eldhs pris 1970
- Kellgrenpriset 1982
- Övralidspriset 1983
- Aniara-Preis 1983
- Selma-Lagerlöf-Preis 1988
- August-Preis 1990 (für De sotarna! de sotarna!)
- Gerard Bonniers pris 1991
- Ivar Lo-Johanssons personliga pris 1992
- Svenska Akademiens nordiska pris 1995 (der „kleine Nobelpreis“ der Svenska Akademien)